# Paul Dupuis (éditeur)
Pour les articles homonymes, voir Dupuis (homonymie) et Paul Dupuis (homonymie).
Paul Dupuis, né le 21 décembre 1907 à Marcinelle (province de Hainaut) et mort le 11 novembre 1990, est un éditeur de bande dessinée belge.
Fils de Jean Dupuis et frère de Charles Dupuis, à la direction des éditions Dupuis avec ce dernier depuis la fin de la Seconde Guerre mondiale, il est à l'origine de l'essor de l'hebdomadaire Spirou dont on lui attribue régulièrement la paternité du nom du héros éponyme. Il a notamment inspiré la physionomie du personnage de l'Oncle Paul et le lancement de la série Jerry Spring.

## Éléments biographiques

### Formation
Paul Dupuis naît le 21 décembre 1907 à Marcinelle. Il est le fils de l'imprimeur et éditeur Jean Dupuis. Avec son petit frère, Charles, né en 1918, il grandit et se forme au milieu des presses d'une entreprise familiale imprégnée des valeurs du catholicisme social et apprend le travail sur le tas.
Paul est envoyé en Allemagne pour étudier l’héliogravure puis est chargé à son retour, en 1928, de développer au sein de l'entreprise un département dédié à la photogravure. Devenu le bras droit de son père, on le retrouve aux côtés de ce dernier lorsqu'il négocie avec Hachette, en 1934, la diffusion de ses publications phares (Bonnes Soirées et Moustique) vers la France.
Paul se voit ensuite confier la mission d'enquêter plusieurs mois sur la presse pour enfant dans l'idée de lancer un hebdomadaire illustré pour la jeunesse en Belgique qui serait capable de rivaliser avec les publications françaises du genre. Cela est dans l'optique d'une « reconquête catholique et belge des lecteurs faibles », et Le Journal de Spirou paraît à partir de 1938.
Dans cette entreprise à la proximité forte entre des patrons et ouvriers, Paul incite les ouvriers à se syndiquer auprès de la Fédération générale du travail de Belgique en offrant « un interlocuteur qui tient l'imprimerie, l'atelier et les services techniques ». Durant la Seconde Guerre mondiale, les fils Dupuis sont appelés sous les drapeaux et Paul est fait prisonnier de guerre puis incarcéré en Allemagne. Le reste de la famille, dont les activités antiallemandes de Jean durant la Première Guerre mondiale et des publications hostiles à Hitler font craindre des représailles, s'exile en Angleterre.

### Spirou

Logo premier numéro du Journal Spirou en 1938

Paul recouvre la liberté en janvier 1941, qu'il doit à l'intervention d'un représentant suisse qui, avant le conflit, avait vendu à l'imprimerie belge des machines allemandes, une intervention qui est peut-être facilitée par les liens des Dupuis avec les Salésiens de Don Bosco, dont la publication dans le journal Spirou du Don Bosco, créé par Jijé la même année, atteste peut-être. Avec son frère et son beau-frère René Matthews, Paul forme un trio, qui, en l'absence de Jean, qui ne revient d'exil qu'à l'issue de la guerre, reprend les rênes de l'entreprise dont l'activité se relance peu à peu. Les trois hommes conserveront direction de l'entreprise durant près de 50 ans.

Logo premier numéro du Journal Spirou en 1947

Au lendemain du conflit, Paul s'attèle à poursuivre la modernisation de l’appareil de production de l'imprimerie, entamée par son père avant les hostilités, qui bénéficie dans un premier temps à Moustique, la publication la plus rentable, mais les Dupuis ayant recruté autour de Jijé les dessinateurs Franquin, Morris et Eddy Paape, désœuvrés après la fermeture de la Compagnie belge d'actualités, qu'ils installent à Bruxelles dans un petit studio, où les frères se rendent chaque semaine pour suivre l’évolution des séries, Paul n'en prépare pas moins le lancement de Spirou sur le marché français. L'hebdomadaire y est diffusé dès la fin 1946. Pour ce faire, il prend en charge la création de la succursale française de l'entreprise familiale, qui s'installe à partir de 1949 à Paris au cœur du quartier latin en face du musée de Cluny et dont il détient la quasi-totalité des parts jusqu'au refinancement de la société associant d'autres membres de la famille en 1955. En 1978, son mandat d'administrateur et de président-directeur général de la société Dupuis en France prend fin. 

### Influence
La paternité du nom du Spirou, quoi que débattue, lui souvent est attribuée. Suivant les mémoires de Jijé, c'est Paul qui lui suggère dès 1953 l'idée d'une série western réaliste qui devient Jerry Spring. Le personnage de l'Oncle Paul, esquissé par Victor Hubinon et confié à Eddy Paape, est inspiré à l'instigation de Georges Troisfontaines, de la physionomie de l'aîné des Dupuis et Morris le fait apparaître dans le rôle d'un directeur de journal dans l'album Billy the Kid de la série Lucky Luke.